# Free Zone
Free Zone é um filme israelense e estadunidense de 2005, do gênero drama, dirigido por Amos Gitai e estrelado por Natalie Portman, Hana Laszlo e Hiam Abbass.

## Sinopse
Rebecca (Natalie Portman) é uma americana de pai judeu que foge após romper o noivado e brigar com a sogra em um luxuoso hotel. Tomando um taxi, ela conhece Hanna (Hana Laszlo), que juntas, embarcarão em uma viagem que envolverá criminosos e intrigas políticas. 

## Elenco
| Ator            | Papel                             |
| --------------- | --------------------------------- |
| Natalie Portman | Rebecca                           |
| Hana Laszlo     | Hanna Ben Moshe                   |
| Hiam Abbass     | Leila                             |
| Carmen Maura    | Mrs. Breitberg                    |
| Makram Khoury   | Samir                             |
| Aki Avni        | Julio                             |
| Uri Klauzner    | Moshe Ben Moshe                   |
| Liron Levo      | Segurança nas fronteiras          |
| Tomer Russo     | Segurança nas fronteiras          |
| Adnan Tarabshi  | Proprietário do posto de gasolina |
| Shredi Jabarin  | Walid                             |
| Kobi Lieber     | Narrador do rádio (voz)           |